# L'Arche (film)
Pour les articles homonymes, voir L'Arche.
Pour plus de détails, voir Fiche technique et Distribution.
L'Arche (董夫人, Dong fu ren) est un film hongkongais réalisé par Tang Shu-shuen, sorti en 1968.

## Synopsis
En Chine, au XVIIe siècle, la veuve Tung vit dans le respect de tous, entre sa belle-mère et sa fille Wei Ling. Signe d'admiration pour sa vertu, les villageois ont envoyé une requête à l'empereur pour que soit élevée une arche à sa gloire. Un beau jour, une troupe de cavaliers débarque au village pour protéger les habitants contre des bandits. Le capitaine est logé chez Mme Tung. Or ni la veuve, belle femme encore, ni le sémillant officier ne s'avèrent insensibles l'un à l'autre. Mais la digne femme ne peut, par dignité, céder à sa passion amoureuse. Alors, non contente de se refuser au capitaine, elle lui donne sa fille pour épouse. Elle se retrouvera seule, vénérée mais amère, à l'inauguration de l'arche.

## Fiche technique
- Titre : L'Arche
- Titre original : 董夫人 (Dong fu ren)
- Titre anglais : The Arch
- Réalisation : Tang Shu-shuen
- Scénario : Tang Shu-shuen, d'après l'histoire de Lin Yutang
- Musique : Lu Tsan-yuan
- Décors : Bao Tianming
- Costumes : Liu Hsien-Hui
- Photographie : Subrata Mitra
- Son : Del Harris
- Montage : Les Blank, C.C. See
- Production : Li Chiu-chung
- Société de production : Film Dynasty
- Société de distribution : Cathay Organisation
- Pays d'origine : Hong Kong
- Format : Noir et blanc - 1,66:1 - Mono - 35 mm
- Genre : Drame sentimental
- Durée : 94 minutes
- Dates de sortie : 
  -  États-Unis : 30 octobre 1968 (festival international du film de San Francisco)
  -  Hong Kong : 14 octobre 1970
  -  France : 25 juin 1969

## Distribution
- Lisa Lu : la veuve Tung
- Roy Chiao : le capitaine Yang
- Hilda Chow Hsuan : Wei Ling
- Wen Hsiu : la grand-mère
- Lee Ying : Chang
- Liang Jui : le moine
- Susan Tang